# Liste der Flughäfen in Somalia
Diese Liste der Flughäfen in Somalia listet die öffentlichen Flughäfen in Somalia auf.
| Ort        | ICAO-Code | IATA-Code | Name des Flughafens  |
| ---------- | --------- | --------- | -------------------- |
| Aluula     | HCMA      | ALU       | Flughafen Aluula     |
| Baardheere | HCMD      | BSY       | Flughafen Baardheere |
| Baidoa     | HCMB      | BIB       | Flughafen Baidoa     |
| Beledweyne | HCMN      |           | Flughafen Beledweyne |
| Berbera    | HCMI      | BBO       | Flughafen Berbera    |
| Boorama    |           |           | Flughafen Boorama    |
| Boosaaso   | HCMF      | BSA       | Flughafen Boosaaso   |
| Burao      | HCMV      | BUO       | Flughafen Burao      |
| Eyl        | HCME      | HCM       | Flughafen Eyl        |
| Erigabo    | HCMU      | ERA       | Flughafen Erigabo    |
| Gaalkacyo  | HCMR      | GLK       | Flughafen Gaalkacyo  |
| Hargeysa   | HCMH      | HGA       | Flughafen Hargeysa   |
| Hobyo      | HCMO      | CMO       | Flughafen Hobyo      |
| Iskushuban | HCMS      | CMS       | Flughafen Iskushuban |
| Kismaayo   | HCMK      | KMU       | Flughafen Kismaayo   |
| Mogadischu | HCMM      | MGQ       | Flughafen Mogadischu |
| Qandala    | HCMC      | CXN       | Flughafen Qandala    |
| Qardho     | HCMG      | GSR       | Flughafen Qardho     |